# Skivor från Vetlanda
Skivor från Vetlanda var ett radioprogram som sändes åren 1977–1999 med skivsamlaren Lars-Göran Frisk som programledare.

## Historik
Programserien skulle med tiden uppgå till 706 program, och det hela fick sin början efter att programchefen Stig Tornehed vid Sveriges Radio i  Växjö fått höra talas om Frisks stora skivsamling. Tornehed blev intresserad och det första programmet blev sänt genom att Tornehed kom hem till Frisk, som medverkade med sin skivsamling i ett programblock som hette ”Småländskt varjehanda". I programinslaget talade Tornehed och Frisk improviserat om grammofonskivor och artister. Under våren 1977 fortsatte de båda med fler avsnitt av programmet som en del i detta programblock från Radio Kronoberg, men programmet sändes också av Radio Jönköping och Radio Kalmar. I början hade man planerat för tre till fyra program, men programmet fick lyssnarintresse och planerna fick utökas. Hösten 1977 introducerades den då nya programtiteln Skivor från Vetlanda med fem - och våren 1978 - sex program, fortfarande med både Frisk och Tornehed. När höstsäsongen startade i november 1978 var Frisk ensam programledare,  med endast påhälsning av Tornehed i jul- och nyårsprogrammen.
Enligt de siffror som Sveriges Radio brukade ange hade programmet en publik på cirka halvmiljonen lyssnare som troget och träget följde programmen genom åren trots att lyssnarna ständigt fick finna sig i omflyttningar i programtablåerna – ibland på tidig morgontid eller mitt på dagen. Ibland på måndagar i P2 klockan 14, eller tisdagar i P3 klockan 10.30, ibland onsdagseftermiddagar. Någon period gick programmet tidigt i ottan, men de sista åren fick det ändå en stadigare plats i P4-kanalen på lördagskvällarna. Programmet behöll sina ungefär en halv miljon lyssnare trots att det hade att konkurrera med en sådan publikmagnet som Bingolotto, som gick samtidigt i TV4. Tillräckligt många föredrog ändå radion, och en del spelade dessutom in programmen för att kunna glädjas ännu mer av den annars så svårfunna musik som fanns i Frisks program. Med åren växte skivsamlingen, då lyssnare skänkte rariteter som annars skulle ha slängts bort. Frisk fick även överta många artisters privata samlingar.
De sista åren hade Frisk hittat en form för programmet som han ganska strikt följde. Han hade en ganska stor grupp lyssnare som ville höra de allra äldsta, akustiskt inspelade skivorna. Sedan någon melodi med någon av de mest önskade artisterna – oslagbar etta var Sven-Olof Sandberg med Ulla Billquist på andra plats. En tango var också ett måste, och dessutom hade programmet en avdelning kallad ”Veckans film”, där Frisk berättade kring en populär svensk långfilm; handlingen - skådespelarna - recensionerna m.m. och så spelades tre av melodierna ur filmen. I programmet brukade också spelas cirka fem önskeskivor. Frisk var mycket noga med kontroll av fakta i sina presentationer, och det kunde innebära mycket tidskrävande letande i tidningsarkiv och i hans egna samlingar.
Efter Frisks frånfälle togs programmets tema åter upp av programmet Da Capo, under ledning av Anders Eldeman (som också övertog skivsamlingen).

## Samlingsalbum
- Favoriter från Vetlanda: 20 originalinspelningar 1932-1953 (CD, 1995, skivmärke Klara Skivan)